# Frit sygehusvalg
Frit sygehusvalg er en rettighed, som danske patienter fik med indførelsen af Sundhedsloven i 2005 og var en af Anders Fogh Rasmussens (V) mærkesager forud for sin tiltrædelse som statsminister i 2001.
Rettigheden indebærer, at patienterne kan vælge frit mellem alle offentlige sygehuse både ved undersøgelser og behandlinger. Desuden er en række privathospitaler omfattet af ordningen. For at kunne benytte det frie sygehusvalg kræves en lægehenvisning. Ventetiden må højst være en måned, dog skal der for hver forundersøgelse lægges 14 dage til ventetiden. Hvis ventetiden er længere, omfattes patienten af det såkaldt udvidede frie sygehusvalg. Det frie sygehusvalg gælder ikke hvis der er tale om en højt specialiseret afdeling, der f.eks. kun findes på Rigshospitalet. 
Det udvidede frie sygehusvalg giver mulighed for at blive henvist til privathospitaler og klinikker i Danmark samt til sygehuse i udlandet. Det kræver en henvisning fra sygehuset i ens region til det andet sygehus. Det udvidede frie sygehusvalg træder også i kraft, hvis operationsdatoen bliver ændret.  